# قلعه شاه‌نشین
بقایای قلعه شاه نشین مربوط به دوره ساسانیان است و در شهرستان جویم، بخش هرم، دهستان هرم، ضلع شرقی روستای کاریان، برفراز کوه شاه‌نشین واقع شده و این اثر در تاریخ ۱۸ شهریور ۱۳۸۷ با شمارهٔ ثبت ۲۳۳۶۳ به‌عنوان یکی از آثار ملی ایران به ثبت رسیده‌است.
قلعه شاه‌نشین بقایای چندین بنای طاق‌دار و تعدادی چاه آب و آب‌انبار (برکه)، که در دل سنگ‌های کوه حفر شده، هم اینک قابل رویت است. بسیاری از مؤرخین و جغرافی نویسان مسلمان در آثار خود این قلعه تاریخی متعلق به عصر ساسانی را توصیف نموده، و از استحکام و تسخیر ناپذیر آن سخن گفته أند.
- أبولقاسم بن احمد جیهانی در کتاب: «اشکال العالم» قلعهٔ کاریان را یکی از پنج قلعه فارس می‌داند که هیچ‌کس به قهر و جنگ نتوانسته این قلعه‌ها را بگیرد. وی می‌نویسد: «می‌گویند در فارس زیادت پانصد قلعه‌است بر کوه نزدیک شهرها وشرح آن نتوان داد، جز در دیوان‌های فارس.»

در سال ۲۶۵ هجری قمری «عمرو بن لیث» قلعه شاه‌نشین را به محاصره درآورد، ولاکن از تسخیر آن عاجز ماند.